# Lawrie Smith
Pour les articles homonymes, voir Smith.
Lawrie Smith, né le 19 février 1956 à Bury, est un skipper britannique.
Il est médaillé de bronze aux Jeux olympiques d'été de 1992 à Barcelone en Soling, après une quatrième place aux Jeux olympiques d'été de 1988.